# Norton Township (Illinois)
Norton Township est un township du comté de Kankakee dans l'Illinois, aux États-Unis,.